# Дунец, Михаил Михайлович
Михаил Михайлович Дунец (укр. Михайло Михайлович Дунець, 3 ноября 1950, Проскуров, СССР) — советский футболист, защитник. Советский и украинский тренер.

## Игровая карьера
Воспитанник хмельницкого «Динамо». Дебютировал во взрослом футболе в составе красиловской «Случи» в 17 лет. В 1972—1973 годах защищает цвета витебской «Двины». Затем выступал за клуб «Балтика» (Калининград) и любительскую команду «Труд» из Шевченко. В возрасте 26 лет закончил свою карьеру в «Спартаке» из Семипалатинска.
| Сезон | Лига    | Клуб                    | Игры | Голы |
| ----- | ------- | ----------------------- | ---- | ---- |
| 1967  | класс Б | Динамо (Хмельницкий)    | 0    | 0    |
| 1968  | КФК     | «Случ» Красилов         | ?    | ?    |
| 1969  | КФК     | «Случ» Красилов         | ?    | ?    |
| 1970  | КФК     | «Старт» Орша            | ?    | ?    |
| 1971  | КФК     | «Старт» Орша            | ?    | ?    |
| 1972  | 2 лига  | Двина                   | 32   | 0    |
| 1973  | 2 лига  | Двина                   | 31   | 0    |
| 1974  | 2 лига  | Балтика                 | 7    | 0    |
| 1975  | КФК     | Труд (Шевченко)         | ?    | ?    |
| 1976  | 2 лига  | Спартак (Семипалатинск) | ?    | ?    |

## Тренерская карьера
В 1978 году стал футбольным тренером, когда наставник хмельницкого «Подолья» Владимир Онисько предложил поработать в его штабе. Затем молодого тренера Владимир Васильевич посоветовал председателю подгаецкого колхоза Ивану Потупе. Так Дунец оказался в Подгайцах, где тренировал любительскую команду «Нива» (Подгайцы). В 1980 году во главе подгаецкой команды завоевал Кубок УССР среди КФК.
В следующем сезоне вместе с игроками Игорем Бискупом, Игорем Яворским, Петром Прядуном и Романом Мацюпой перешёл на работу в Хмельницкий. В 1982 году ушёл в «Колос» (Павлоград), после чего вернулся в «Ниву», которая переехала в Тернополь. Затем тренировал «Десну» (Чернигов) и «Зарю» (Бельцы). В 1992 году был ассистентом главного тренера в криворожском «Кривбассе». В 1993—1994 годах работал в качестве главного тренера ровненского «Вереса». Затем в 1994 году (1 круг) тренировал родное «Подолье» (Хмельницкий). С весны 1998 года работал тренером-селекционером в «Черноморце» (Одесса).
В апреле 1999 года тренирует «Полесье» (Житомир). В конце 90-х годов XX века работал в Швеции с любительскими клубами «Оршольшвиг» и «Крамфорс». В январе 2003 года был приглашен в тренерский штаб «Карпат» (Львов), где возглавлял вторую команду. После того четыре года провёл в Швеции, где вывел местный «Юнселе» с третьей лиги во вторую. Затем тренировал одного из лидеров второй лиги, «Фриска Вильор». В первой половине 2007 года возглавлял молдавскую «Олимпию» (Бельцы), а затем вернулся в Швецию, где тренировал пятилиговую команду.
В декабре 2007 года был назначен главным тренером «Крымтеплицы» (Молодёжное), а в августе 2008 года «Коммунальника» (Луганск). В феврале 2009 года получил предложение второй раз возглавить «Десну» (Чернигов). В августе 2011 года возглавил клуб «Динамо-Хмельницкий», но в сентябре был уволен с занимаемой должности. В июле 2012 года стал старшим тренером тернопольской «Нивы».